# Кримський татарський педагогічний технікум
Кримський татарський педагогічний технікум (Тотайкойський педтехнікум) — кримськотатарський навчальний заклад середнього рівня, що існував з 1922 по 1931 рік. Перші два роки технікум розташовувався в Тотайкої, а потім у Сімферополі.

## Історія

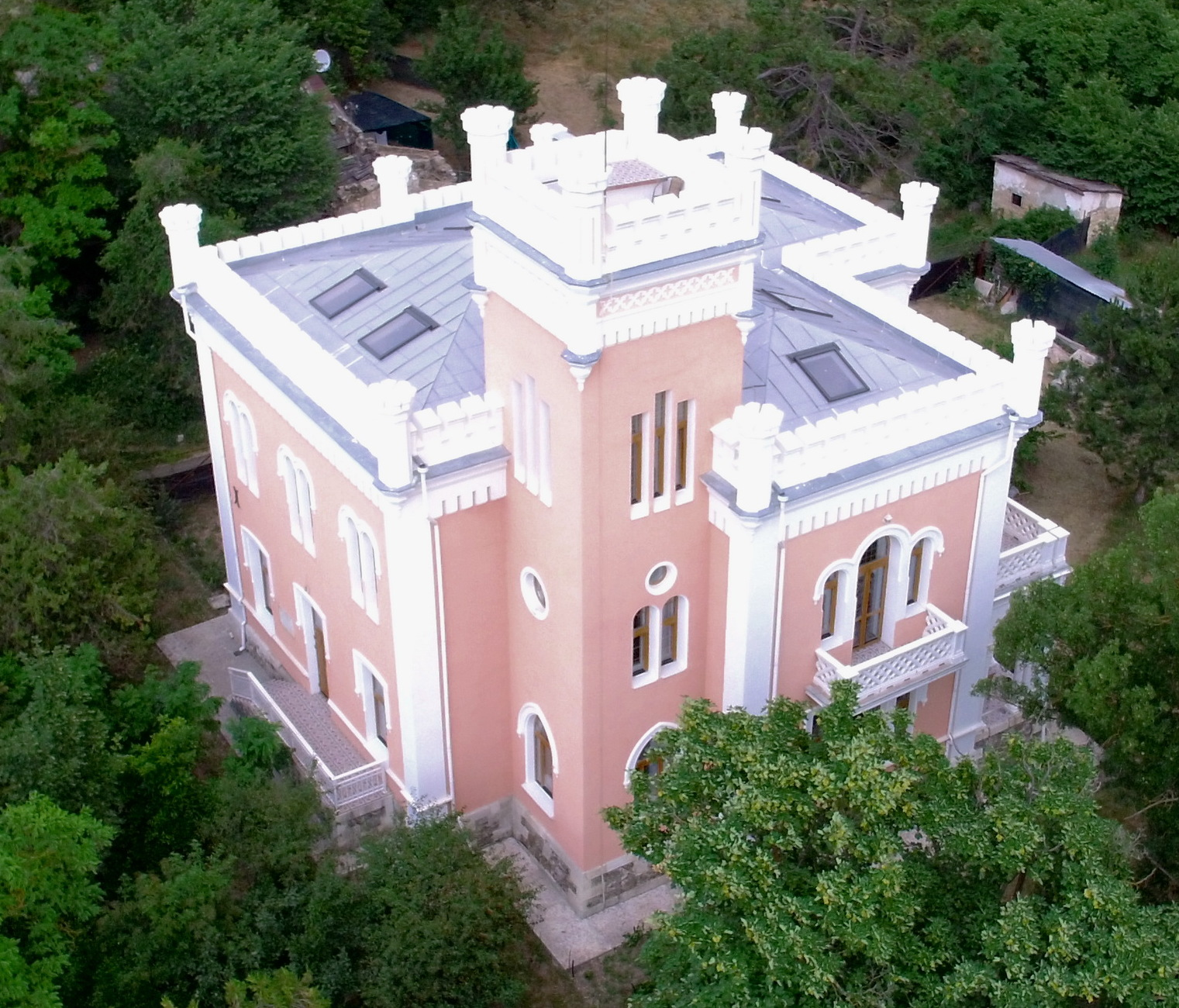
Замок Кесслера-Ферсмана

Навчальний заклад було відкрито навесні 1922 року в селі Тотайкой як Кримські педагогічні курси. Метою відкриття нового навчального закладу була підготовка кадрів для шкільної, політосвітньої та дошкільної справи, а також поширення серед татарського населення Криму практичних та спеціальних знань. Курси були відкриті у приміщенні замку Кесслера-Ферсмана, яке незадовго до цього націоналізували. Першим директором став Амет Озенбашли. Через рік курси було реорганізовано на Кримський татарський педагогічний технікум. Термін навчання складав чотири роки. Вступ до технікуму спочатку здійснювався на основі школи першого ступеня, а пізніше — семирічної школи. У перший рік кількість учнів становила 150 осіб. У технікумі було одне відділення — шкільне. Викладання велося кримськотатарською та російською мовами.

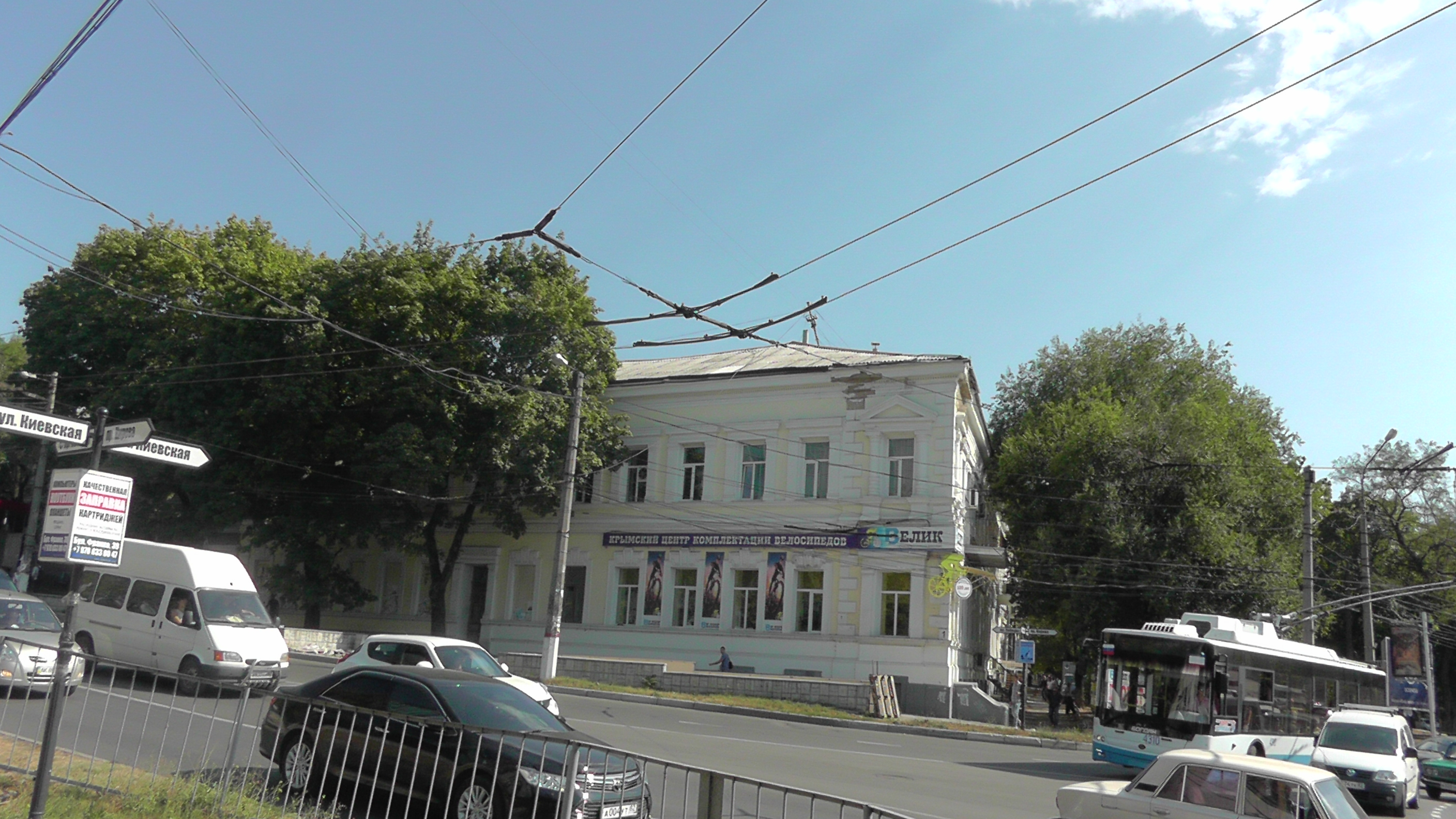
Прибутковий будинок Христофорова

Влітку 1924 року технікум був переведений до Сімферополя і розмістився в колишньому прибутковому будинку Христофорова. З 1924 по 1930 в технікумі навчалося близько 190 осіб (включаючи підготовче відділення). При технікумі існувала бібліотека, де було близько 5 тисяч найменувань. За технікумом була закріплена базова школа в селі Чокурча, де учні проходили педагогічну практику.
Процес навчання у технікумі ускладнювався поганим знанням учнями російської мови. У звіті за 1928 значилося: " Викладання російською мовою, яке займає в загальному обсязі 52 %, за слабкого знання учнями російської мови, а також відсутності підручників рідною мовою та користування здебільшого виданими російською мовою, знижує продуктивність роботи учнів ". У зв'язку з цим Секретаріат Кримського обкому ВКП(б) створив за технікуму спеціальну підготовчу групу.
Технікум припинив роботу у 1931 році.

## Викладацький склад
З 1922 по 1925 в технікумі було 18 викладачів, з них кримських татар — шестеро. З 1926 до 1927 року було 16 педагогів, кримських татар з них — дев'ять. В 1928 в технікумі було 20 викладачів (13 — російські і 7 — кримські татари). Серед викладачів були Бекір Чобан-заде, Шевки Бекторе, Одабаш Абібулла, Асан Сабрі Айвазов, Осман Акчокракли та Асан Рефатов. Рефатов у період перебування технікуму в Тотайко написав твір «Тотайкой хорани» (Тотайкойський марш), який став неофіційним гімном навчального закладу.

## Випускники
За час роботи Кримського татарського педагогічного технікуму було підготовлено понад 200 вчителів. За навчальними роками: 1922/23 — 3, 1923/24 — 28, 1924/25 — 34, 1925/26 — 59, 1926/27 — 33, 1927/28 — 21, 1928/29 — 23.
Серед випускників — Іргат Кадир, Зіядін Джавтобелі, Ібраїм Бахшиш, Шаміль Алядін, Мамбет Алієв, Керім Джаманакли, Асан Касимов, Емірасан Куртмоллаєв, Осман Ваапов, Уріє Азізова, Джеміль Кендже,.

## Директори
- Амет Озенбашли (1922—1924)[1]
- Мустафа Бекіров (1924—1925)[1]
- Велі Абілєв (1925—1925)[1]
- Якуб Азізов (1925—1928)[1]
- Мензатов (1929—1930)[1]